# Амруш, Жан Эль Мухув
Жан Эль Мухув Амруш (фр. Jean Amrouche; 7 февраля 1906, Игиль-Али, Французский Алжир — 16 апреля 1962, Париж) — алжирский поэт, писатель

, журналист.
Зачинатель национальной литературы на французском языке.

## Биография
Родился в христианской семье из Кабилии. С 1910 года с семьёй жил в Тунисе, затем в Париже.
Воспитывался в католической вере, которую в зрелые годы подвергал сомнению в духе Р. Декарта. Окончил Высшую школу Эколь Нормаль де Сен-Клу. В течение нескольких лет вместе со своим другом поэтом Арманом Гибером побывал во многих странах Европы.
Во время Второй мировой войны в Тунисе познакомился с Андре Жидом, поддерживал голлистов в Алжире.
В 1943 году поступил на работу в Министерство информации Алжира, в 1943—1944 годах работал на Радио Франции.
Был сотрудником литературного ежемесячника L’Arche. С 1944 по 1959 год — журналист и радиоведущий на Французском радио и телевидении (RTF). Один из зачинателей жанра радиоинтервью, в частности, провёл 34 интервью с Андре Жидом (1949), 42 интервью с Полем Клоделем (1951) , 40 интервью с Франсуа Мориаком (1952—1953), 12 интервью с Джузеппе Унгаретти (1955—1956) и др.

## Творчество
Увлекался французской поэзией (коллективный сборник «Мысль П. де Ла Тур дю Пена» 1934), но своё творчество подчинил выстраданной теме разлуки с отчим домом (книга стихов «Прах» 1934), преодоления своей отчуждённости от судеб родины (романтическая поэма «Сокровенная звезда» 1937).
Собирая и осмысляя фольклорное наследие («Берберские песни Кабилии» 1939), приходит к слиянию народного творчества и опыта всемирной литературы в своём эпическом сказе «Бессмертный Югурта» (1946).
Гражданственная поэзия Амруша выразила надежды восставшей отчизны (поэмы «Алжирская битва» и «Эскиз воинской песни», 1958, опубликовано посмертно в 1962).